# Micropsectra imicola
Micropsectra imicola е насекомо от разред Двукрили (Diptera), семейство Хирономидни (Chironomidae). Видът е ендемичен в Германия.